# Johannes Fabriciacus

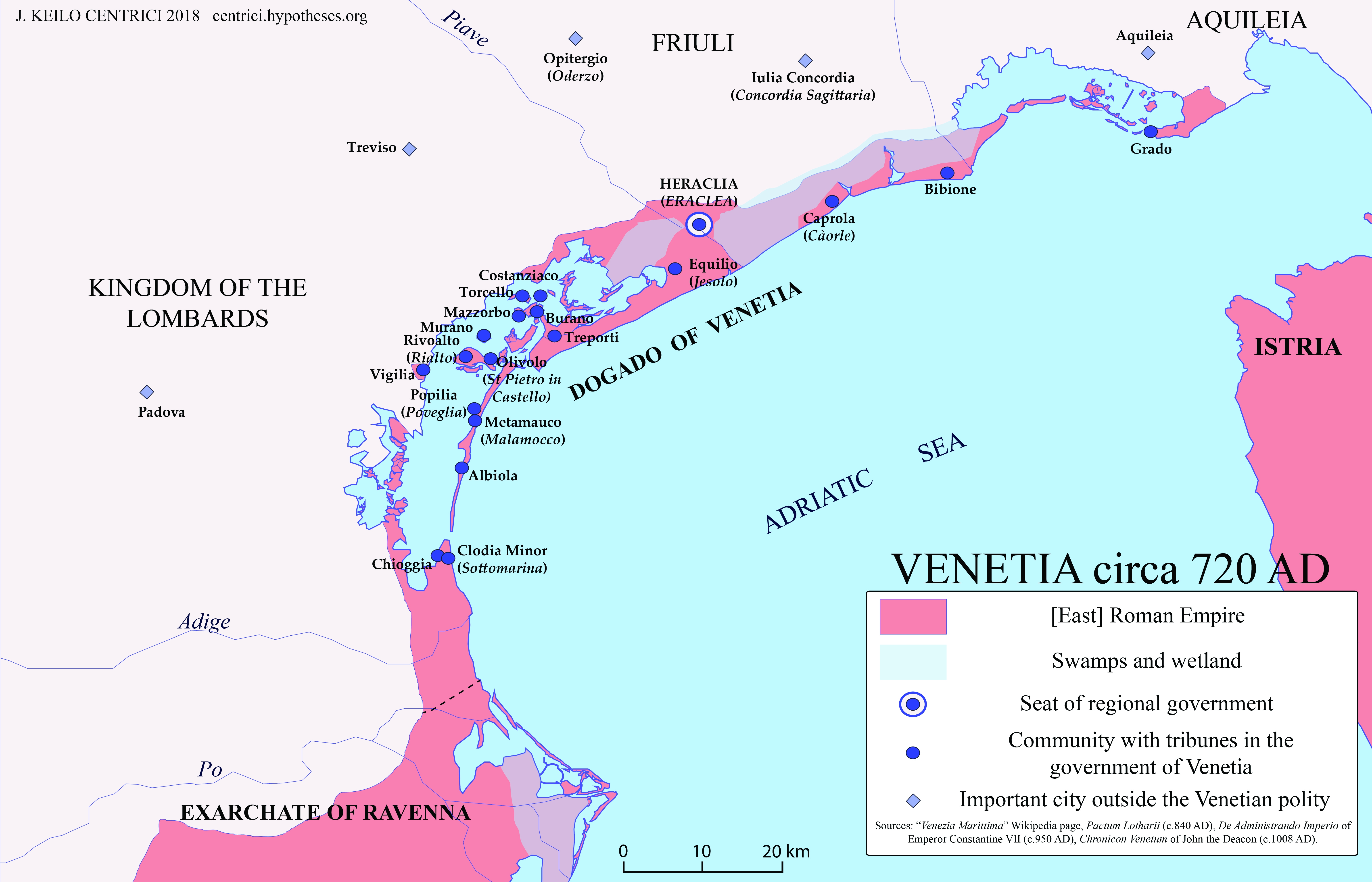
Einflussbereich des Byzantinischen Reiches und Venedigs im Gebiet um die nördliche Adria gegen 720

Johannes Fabriciacus oder Johannes Fabriacus, bzw. Giovanni Fabriziaco, war nach der venezianischen Tradition der letzte der insgesamt fünf Magistri militum, die nach der Ermordung des Dogen Orso Ipato, in den Jahren von 737 bis 742 also, die Siedlungen in der Lagune von Venedig für je ein Jahr regierten. Johannes Fabriciacus war demnach als fünfter dieser Magistri von 741 bis 742 im Amt. Diese fünf Jahre gelten als Versuch, den Zuschnitt des Herrscheramtes so zu verändern, dass es nicht immer wieder zu Machtkämpfen kommt. Weder Geburts- noch Todesort des Magisters sind bekannt, ebenso wenig, wie die dazugehörigen Zeitpunkte. Sein Vorgänger war Julianus Hypathus; sein Nachfolger als Herrscher wurde, allerdings nunmehr als Doge, Diodato Ipato, der Sohn des ermordeten Dogen. Johannes wurde abgesetzt und geblendet, über seinen Verbleib ist nichts überliefert.

## Datierungsversuche und venezianische Historiographie
Die traditionelle Datierung aller frühmittelalterlichen Regierungszeiten beruht weitgehend auf Festsetzungen, die auf die Chronik des Dogen Andrea Dandolo zurückgehen, und damit auf die staatlich kontrollierte Historiographie Venedigs der Mitte des 14. Jahrhunderts. Entsprechend den Auffassungen dieser Epoche, in der Venedig zur Großmacht im Mittelmeer aufgestiegen war, schrieb sie alle wesentlichen Leistungen den Dogen zu, während die fünf Jahre der Magistri nebulös blieben, und gleichsam als fehlgeschlagenes politisches Experiment gewertet und beinahe ignoriert wurden.
Die Frage, ob das kurzlebige Amt eine Dominanz des oströmischen Kaiserreiches in der Lagune belegt, oder im Gegenteil, für eine Rebellion der dominierenden Familien in der Lagune spricht, wird seit langem diskutiert. Im Zentrum der Forschung steht dabei die nunmehr in das Jahr 739 verlegte Rückeroberung des oströmischen Ravenna von den Langobarden durch eine venezianische Flotte, die damit nicht, wie in der besagten Tradition angenommen, in die Regierungszeit des Dogen Orso Ipato fällt, sondern in diejenige eines der Magistri militum.

Gebiete des Oströmisch-byzantinischen Reiches und des Langobardenreiches in Italien um 744

Die venezianische Historiographie, die ganz überwiegend auf dem Werk des Dogen Andrea Dandolo aufbaute, sah den Kampf um Ravenna vor dem Hintergrund des als ausgesprochen fundamental wahrgenommenen Bilderstreits und des „nationalen Widerstands“ der Italiener gegen die byzantinische Fremdherrschaft als zentral wahr. Dies machte aus dem venezianischen Flotteneinsatz geradezu einen Wendepunkt in der Geschichte Venedigs, wenn nicht des Mittelmeerraumes. Einerseits konnte die Republik Venedig als Retterin von Byzanz und zugleich des Papstes umgedeutet werden, der im Streit mit den byzantinischen Bilderstürmern stand. Andererseits erhielt die Stadt damit im Byzantinischen Reich erstmals Handelsprivilegien und die Herrschaft über die Adria – eine Ausrichtung, die gleichsam bereits auf Enrico Dandolo verwies, unter dessen Führung die byzantinische Hauptstadt Konstantinopel 1204 erobert wurde. Die Rückeroberung Ravennas passte also nicht in das Bild eher schwacher Magistri von Konstantinopels Gnaden. Umso brachialer wurde das Ende dieser kurzen Episode berichtet, denn der letzte Exponent wurde seines Augenlichts beraubt.

## Unsichere zeitliche Einordnung, Gründe für die Abschaffung des Dogenamts
Wie bei seinen Vorgängern, so wichen auch bei Johannes seit jeher die Angaben über seine Regierungszeit deutlich voneinander ab. Marco Guazzo verschweigt zudem das Amt in seiner 1553 erschienenen Cronica gänzlich. Nach „Orso Ipato terzo doge di Venezia“, der nach ihm im Jahr 721 zum Dogen gemacht wurde und neun Jahre im Amt verbracht habe, sei Venedig sechs Jahre lang (also von 730 bis 736) ohne Dogen gewesen „reggendosi per altri magistrati,& uffici“. Die Lagune habe sich also selbst durch andere Magistrate und Ämter regiert. Daraus lässt sich folgern, dass Johannes von 735 bis 736 Magister militum gewesen sein müsste. Michele Zappullo setzt im Jahr 1609 in seinem Sommario istorico das Wahljahr Orsos hingegen auf 724 fest, das Todesjahr auf 729, was dem besagten Magister eine Regierungszeit von 734 bis 735 zuweisen lässt.
Doch bei der Datierung war die Unsicherheit größer, als diese vergleichsweise nahe beieinander liegenden Daten suggerieren. So schrieb 1687 Jacob von Sandrart in seinem Werk Kurtze und vermehrte Beschreibung Von Dem Ursprung / Aufnehmen / Gebiete / und Regierung der Weltberühmten Republick Venedig zwar, dass Orso 737 ermordet worden sei, doch ergänzt er zum Todesjahr: „Dieses wird von andern in das 680. Jahr gesetzet.“ Diese Unsicherheit in der Datierung erscheint auch andernorts. Noch in Band 23 der von Lodovico Antonio Muratori herausgegebenen Quellenreihe Rerum Italicarum Scriptores wird berichtet, Orso sei 711 gewählt worden. Im Gegensatz dazu erwähnt schon Samuel von Pufendorf (1632–1694) das Jahr 737 als Ende von Orsos Herrschaft, womit er die weiter oben genannte traditionelle Datierung übernahm.

## Annahmen über Johannes' Amtsführung

### Bis zum Ende der Republik Venedig (1797)
Heinrich Kellner erklärt in seiner 1574 erschienenen Chronica das ist Warhaffte eigentliche vnd kurtze Beschreibung, aller Hertzogen zu Venedig Leben setzten die sich bekämpfenden Parteien der Lagune in Malamocco, so Kellners lakonische Begründung, „dann sie damals kein lust mer zu eim Hertzogen hatten/darumb wehleten sie in der Gemein ein Kriegsobersten/welcher das Regiment und alle Verwaltung hatt / aber diesen Befelch trug einer dann nicht lenger dann ein jar.“ Insgesamt kommt er zum Urteil, nach fünf Jahren habe das „unglückhafftig Ampt oder Regiment der Kriegsobersten“ geendet und so „kam die Statt wider unter das Regiment der Hertzogen“. Dabei suggeriert er, die Magistri seien nicht in der Lage gewesen, den Streit in der Lagune zu schlichten, so dass die Bewohner der drei streitenden Städte Heracleia, Iesolo und Equilio nach der Schlacht im „Canal Arco“ ihre Städte verließen und „zogen anderß wohin“.
In der Historia Veneta des Alessandro Maria Vianoli von 1680, die ins Deutsche übersetzt unter dem Titel Der Venetianischen Hertzogen Leben / Regierung, und Absterben 1686 erschien, hieß der fünfte und letzte Magister „Johannes Fabriciacus“ und nach der Übersetzung war auch sein Titel, wie der seiner vier Vorgänger, „Meister der Ritterschaft“. Vianoli glaubt, der „Meister“, der nach ihm am Ende seines Regierungsjahres aus dem Amt schied, sei „weilen er sich nicht / wie seine Vorfahren / in den vorgeschriebenen Schrancken eingehalten / indem er keine Liechter des Geistes gehabt / mit Beraubung der leiblichen / von dem gemeinen Volck / gezüchtigt und abgestraffet worden.“ (S. 46). Eraclea und Iesolo hatten sich demnach in einem Krieg so sehr erschöpft, vor allem bei der Schlacht im „Canal Arco“, dass ihre Bevölkerung die Städte verließ. Aus „Wanckelmüthigkeit“, die ihm, dem Populus, „fast angeboren zu seyn scheinet“, und weil „derselbe allezeit auf neue Veränderungen begierig ist“, und „ihme die Länge und Währung einer Sachen am allerverdrießlichsten fället“, sei das Dogenamt in der Person von Diodato Ipato wiederhergestellt worden (S. 47).
Johann Heinrich Zedler erwähnt in Band 14 seiner Allgemeine Staats-, Kriegs-, Kirchen- und Gelehrten-Chronicke, gedruckt 1745 in Leipzig, nur die Namen der Magistri. Inzwischen hatte sich also das Jahr 737 für deren ersten Amtsantritt durchgesetzt, jedoch der Titel war vom Magister militum zum Magister equitum abgewandelt worden. Die Ursache für den Umsturz wird weiterhin in der Person des Dogen Orso gesucht, dessen Amt abgeschafft, und zugleich die Macht des neuen Oberhauptes durch die Wahl auf ein Jahr eingedämmt werden sollte. Ebenfalls mit diesem Titel treten die Magistri equitum im 40. Band von Zedlers Grossem vollständigem Universal Lexicon aller Wissenschaften und Künste auf. Johann Hübners Kurtze Fragen aus der Politischen Historia von 1710 bleibt noch lakonischer, spricht allerdings von einem „INTERREGNUM zu Venedig“, nachdem Orso „massacriret ward“, ein Interregnum, das fünf Jahre anhielt. Die Tendenz, die Magistri in der Reihe der Herrscher Venedigs wegfallen zu lassen, setzte sich weitgehend durch. Zugleich war Marcellus, der zweite Doge der venezianischen Tradition, der in den zeitnahen Quellen ausschließlich als Magister militum genannt wird, schon länger ohne Begründung in die Reihe der Dogen aufgenommen worden. Damit wurden die fünf Jahre der Magistri zur einzigen Unterbrechung in der langen Reihe der angeblich 120 Dogen.
In seiner deutschen Übersetzung einer englischen Ausgabe des Reiseberichtes von Blainville, die 1765 erschien, nennt Johann Tobias Köhler, den Magister „Johann oder Ciani Fabriciati“.
Johann Friedrich Le Bret trug 1769 eine Reihe von Allgemeinplätzen vor und versuchte, sie gegeneinander abzuwägen, ohne jedoch verhehlen zu können, dass die Ursachen für den Sturz des letzten Magisters anhand der Quellen nicht zu eruieren waren. Und dennoch spiegelt sich darin der Erfolg der durchaus legitimatorischen venezianischen Geschichtsschreibung insofern wider, als es seiner Auffassung nach die Weisheit der venezianischen Gesetzgebung war, die die Gräueltaten und Unruhen „des Volkes“ zu unterbinden vermochte, das jeden blendete, erschlug oder verjagte, der seine „Freiheit“ beschnitt: „Der letzte hieß Johannes Fabriacus oder Fabriciacus. Unter ihm aber brachen die inneren Unruhen wieder aus. Wenn uns nicht die venetianischen Geschichtschreiber selbst ihre Vorältern als die allerunruhigsten Köpfe schilderten, so würden wir vielleicht keinen Anstand nehmen, diesen Schimpf in ihrer Geschichte zu verhüllen. Ein solches zusammengelaufenes Volck hatte keinen Gesetzgeber, der mit gleicher Waage die Pflichten und Verbindlichkeiten abgewogen hätte. Sie wähleten einen Fürsten oder einen Schwachen unter welchem ihre Freyheit triumphirete. Handelte er nicht nach ihrem Sinne, so rissen sie ihm die Augen aus, oder schlugen ihn todt. Entweder verstunden ihre Regenten die Regierungskunst nicht, oder das Volk war das allerunruhigste, welches seine Macht dazu anwandte, fast alle zehen Jahre eine neue Regierung zu verlangen. Desto mehr müssen wir der Weisheit der späteren venetianischen Gesetzgeber Recht wiederfahren lassen, daß es ihnen geglücket, das Volk, welches sich besonders in Venedig immer gleich bleibt, nach dem wahren Verhältnisse gegen den Staat zu bilden. Mit dem Fabrianus hörete die kriegerische Würde auf. Er war der zweyte unglückliche Regent der Venetianer, dem man die Augen ausstach und fortjagete.“

### Nationalstaatliche Einordnungsversuche: zwischen Bürgerkrieg und mediterraner Großmachtpolitik
Ganz anders Carlo Antonio Marin; er hielt die Einsetzung der Magistri militum für einen klugen Schachzug der Volksversammlung zur Beendigung der Anarchie, denn so gelangte die Macht an einen einzigen Mann, wenn auch nur jeweils auf ein Jahr.
Noch stärker wurde die Rolle der Magistri im Rahmen des Nationalstaates umgedeutet. So meinte Giuseppe Cappelletti in seinem der Volksbildung gewidmeten Breve corso di storia di Venezia von 1872, die Nähe der Langobarden habe die venezianische „Freiheit“ und die „nationalen Reichtümer“ (‚nazionali ricchezze‘) bedroht. 737 ermordeten die Lagunenbewohner schließlich, da sie keinen Dogen über sich dulden wollten, den um Ruhm und Ehre der Nation so verdienten Orso. 742 übernahm aus der Reihe der Magistri als Fünfter „Giovanni Fabriziaco“ das Amt, doch habe er die Kontrahenten Eraclea und Equilio in eine zweite blutige Schlacht („un altra sanguinosa battaglia“) im „canale dell'Arco“ getrieben. Nachdem das Volk ihn als heimlichen Kriegstreiber entlarvt und gefangengesetzt habe, sei er, so beschreibt der Verfasser ausführlich den grausamen Akt, „secondo l'uso dei Greci“ geblendet worden.
August Friedrich Gfrörer († 1861) sah in seiner 1872 posthum erschienenen Geschichte Venedigs von seiner Gründung bis zum Jahre 1084 den Magister militum „als vom kaiserlichen Hofe zu Constantinopel eingesetzten Kriegsobersten“ an. Er glaubt, dass durch Konstantinopel „im Jahre 740 Jovianus zum Magister militum ausgerufen“ worden sei, ebenso wie auf byzantinische Initiative ihm 741 „Johannes Febriciacus“ folgte, der 742 geblendet worden sei (S. 59). Für den Beinamen „Febriciacus“ lieferte Gfrörer die Erklärung „der am Fieber Leidende“ (S. 59).
Nachdem der posthume Herausgeber Dr. Johann Baptist von Weiß dem Übersetzer ins Italienische, Pietro Pinton, untersagt hatte, die Aussagen Gfrörers in der Übersetzung zu annotieren, erschien Pintons italienische Fassung im Archivio Veneto. Pintons eigene Darstellung erschien 1883 im Archivio Veneto. Orso sei, da die Chronologie Gfrörers im Widerspruch zu den Quellen stehe, nicht durch byzantinische Intrigen, sondern durch einen innervenezianischen Bürgerkrieg gestürzt worden, so, wie es das Chronicon breve Andrea Dandolos beschreibe. Pinton selbst nahm an, dass die Rückeroberung Ravennas erst um 740 stattgefunden habe, und zwar zur Zeit des fünften der Magistri (S. 40–42), also zur Zeit des Johannes Febriciacus.

### Moderne Forschung
Es bleibt bis heute die Frage offen, auf welcher Seite der fünfte Magister militum zu sehen sei, auf der byzantinischen oder der „autonomistischen“. Bis in die jüngste Zeit ging nämlich die Forschung von einem Aufstand der venezianischen Führungsschicht aus, die demnach am Ende nicht mehr länger bereit gewesen sei, sich einem Dux zu unterstellen, der über keine nennenswerte Unterstützung des Exarchen von Ravenna mehr verfügt habe. Dementsprechend, so argumentierte 1964 Agostino Pertusi, könne man die jährlich wechselnden Magistri militum als Ergebnis der wachsenden Ambitionen der in Venedig vorherrschenden Gruppen deuten, die Wiederherstellung des Dogats hingegen als Zugewinn der byzantinischen Zentralmacht zu Lasten der lokalen Führungsschicht. Da jedoch Deusdedit als Exponent von Malamocco und nicht mehr der alten Zentrale Heracleia zu gelten habe, so wurde im Gegensatz dazu angenommen, habe sich einfach die Gruppe der in Malamocco herrschenden Familien gegen die von Heraclea durchgesetzt. Dementsprechend sei mit dem Mord an Orso im Gegenteil zunächst die byzantinische Zentralgewalt in Form der Magistri militum zurückgekehrt, gegen die sich dann Malamocco wehrte, wie Gherardo Ortalli argumentierte. Der Beilegung des Beinamens oder Titels des Iubianus als Hypatus könne daher eine Nähe zur byzantinischen Macht zugrunde liegen. Unklar ist dabei, ob die Magistri venezianische Wurzeln hatten.

### Die Einordnung der Rückeroberung Ravennas in die Zeit derMagistri militum

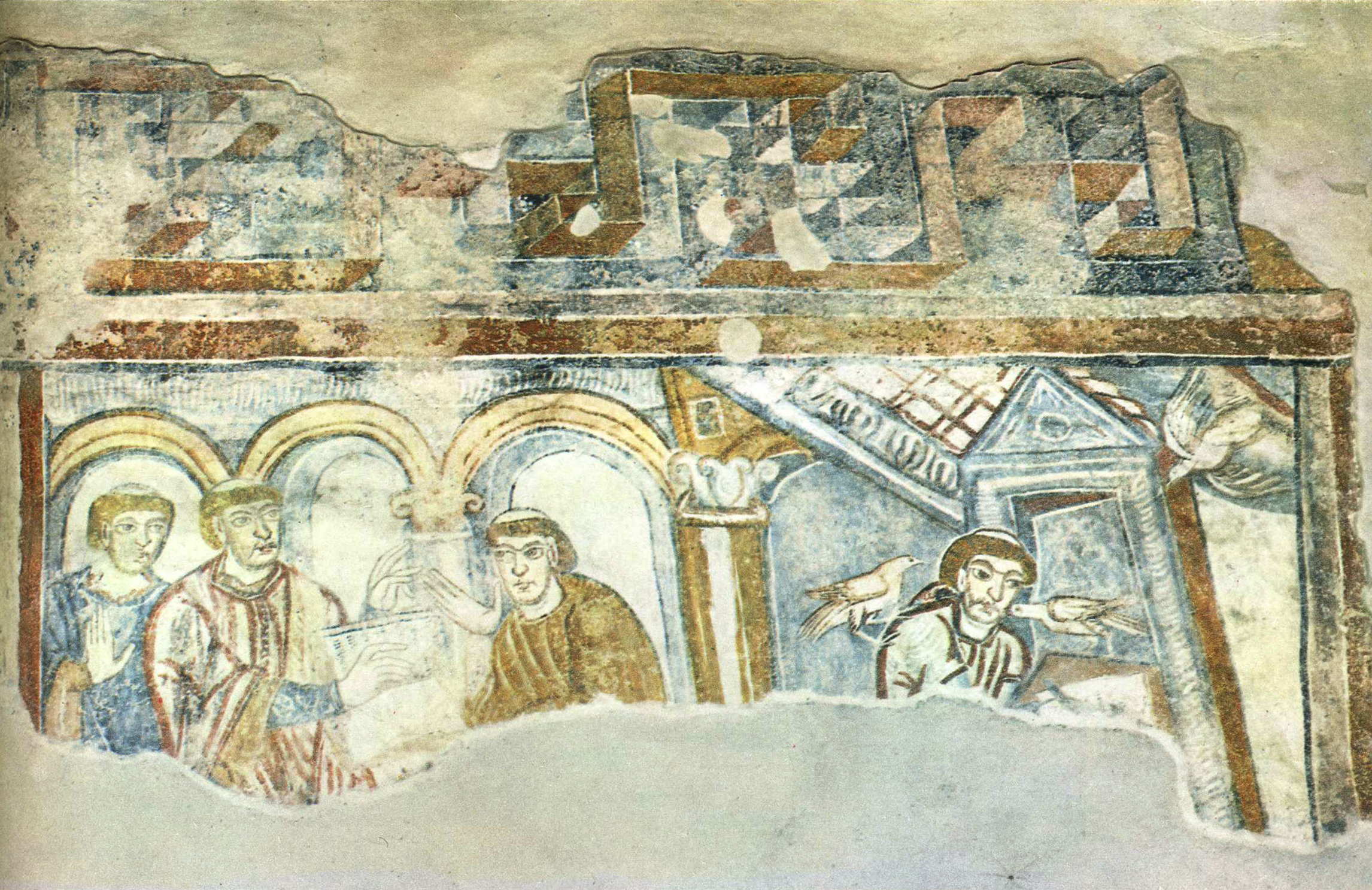
Paulus Diaconus im Gespräch mit Papst Gregor, dessen Vita er verfasste (karolingisches Fresko in der St.-Benediktskirche im Südtiroler Mals, um 825)

Die angedeutete Konfusion hinsichtlich der Datierung der Kämpfe um Ravenna fand Eingang in die moderne Geschichtsschreibung, und zwar wegen eines einzigen Wortes in der Beschreibung der Vorgänge durch Paulus Diaconus, der zeitlich am nächsten liegenden Quelle. Dabei handelt es sich um die Bezeichnung des langobardischen königlichen Neffen im Zusammenhang mit dem Kampf um Ravenna als regis nepus. Dies konstatierte 2005 Constantin Zuckerman. Demnach habe Ludo Moritz Hartmann die Ansicht vertreten, dass Hildeprand, der Neffe des Langobardenkönigs, kaum als nepus angesprochen worden wäre, wäre er zur Zeit des Kampfes um Ravenna bereits König gewesen. Da sich aus langobardischen Quellen erschließen lässt, dass Hildeprand im Sommer 735 König wurde, obwohl sein zu dieser Zeit im Sterben liegender Onkel die Krankheit überstand und bis 744 lebte, musste, immer nach Hartmann, Ravenna vor der Krönung, also vor 735, erobert worden sein.
Paulus Diaconus aber räumte dem Neugekrönten in der Folgezeit keinen großen Anteil an der königlichen Macht ein. Im Gegenteil kontrastierte er im Zusammenhang mit dem Verlust Ravennas dessen Gefangennahme mit dem mannhaften (‚viriliter‘) Tod eines anderen Verteidigers der Stadt, des Peredeus Vicentinus dux: „Peredo viriliter pugnans occubuit“. Folgt man dieser Logik, so kann aus der Bezeichnung als bloßer nepus keine chronologische Schlussfolgerung mehr gezogen werden. Dann handelt es sich um eine scharfe Kritik am Verhalten Hildeprands.
Eine spätere Datierung des Kampfes um Ravenna in das Jahr 740 hatte schon Pietro Pinton 1883 und erneut 1893 vorgeschlagen. Er sah die Abfolge der Berichte des Paulus Diaconus als chronologisch korrekt an. Constantin Zuckerman ordnete die Vorgänge um die Rückeroberung Ravennas in den größeren Zusammenhang der „dunklen Jahrhunderte“ von Byzanz ein und kam 2005 zu dem Ergebnis, dass die Eroberung durch die Venezianer im Herbst 739 stattgefunden haben müsse. Die Schlussfolgerung Hartmanns wegen der Nepus-Bezeichnung hält er nicht für stichhaltig.